# Saša Skenderija
Saša Skenderija  (Vitez, 1968.), hrvatski je pjesnik iz BiH.
Prve pjesme objavio u zajedničkoj zbirci četiri mlada autora Golo o. Studirao u Sarajevu. Živi u Pragu. 
Djela: Kako naslikati žar pticu (pjesme, 1990.), Ništa nije kao na filmu (pjesme, 1993.). 